# ایستگاه دولیس هیل
ایستگاه دولیس هیل
یک ایستگاه از خط بیکرلو و از خطوط متروی لندن است.که در منطقه دولیس هیل قرار دارد.

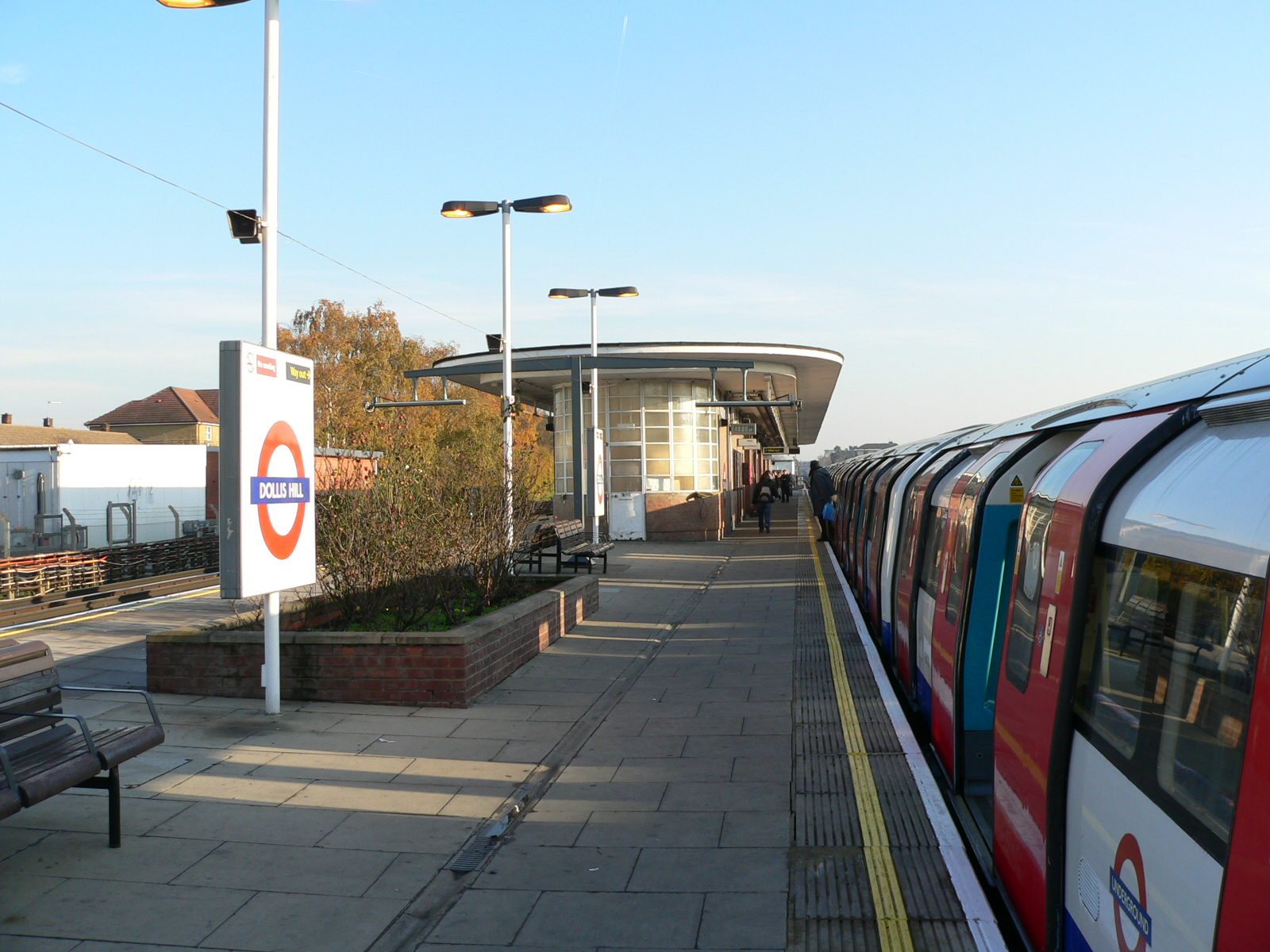
A train at Dollis Hill station

چرینگ

## نگارخانه

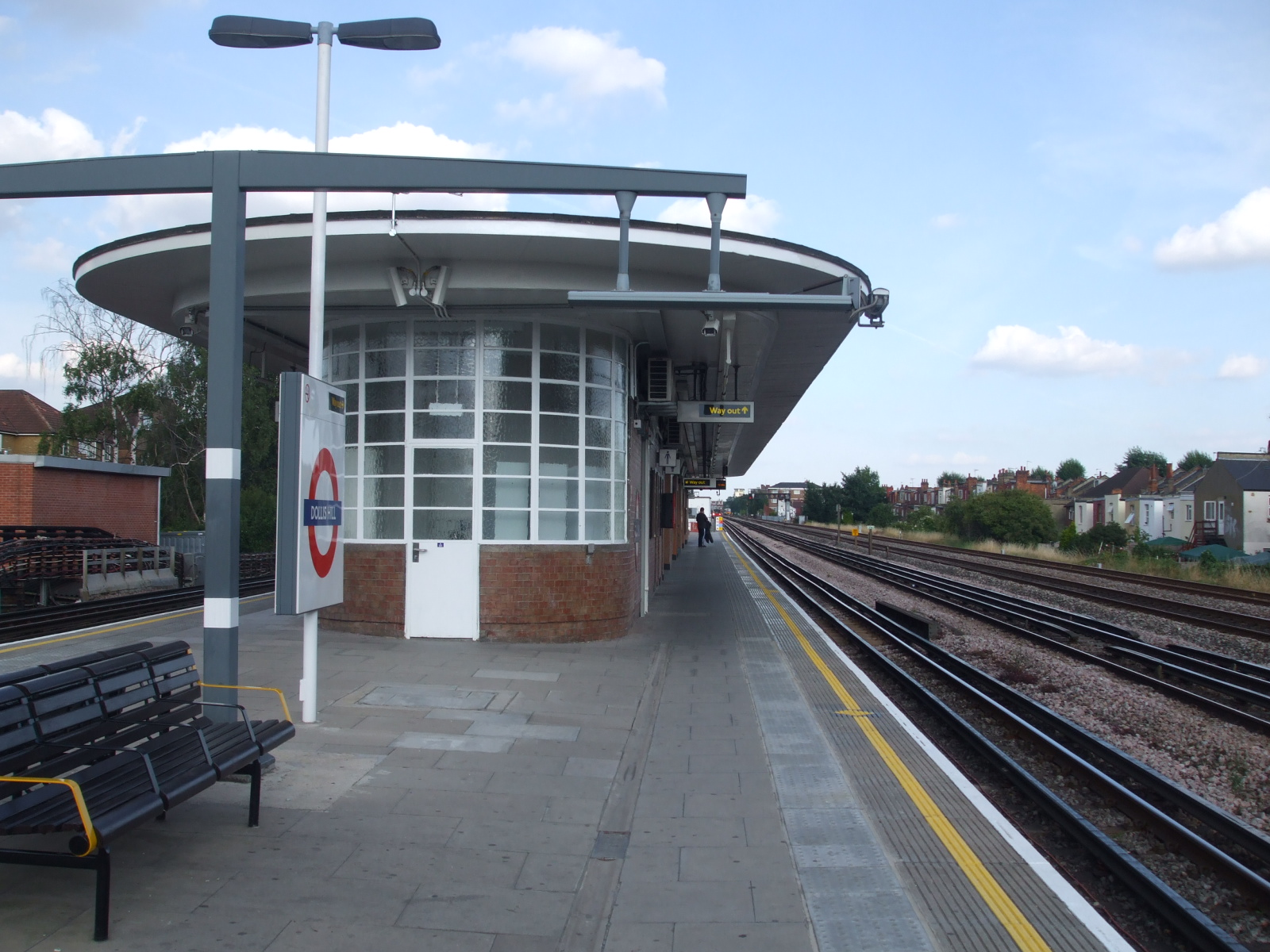
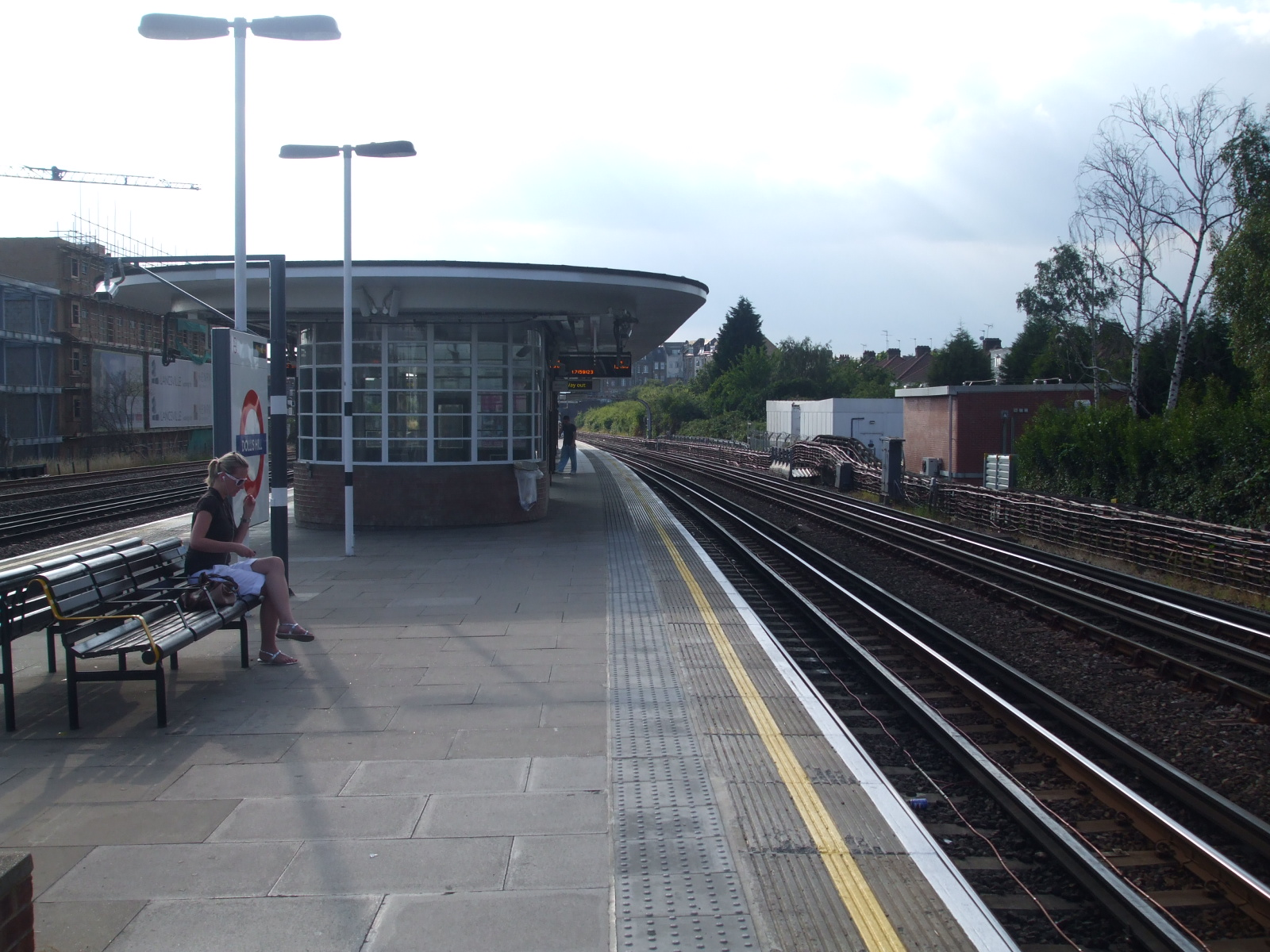
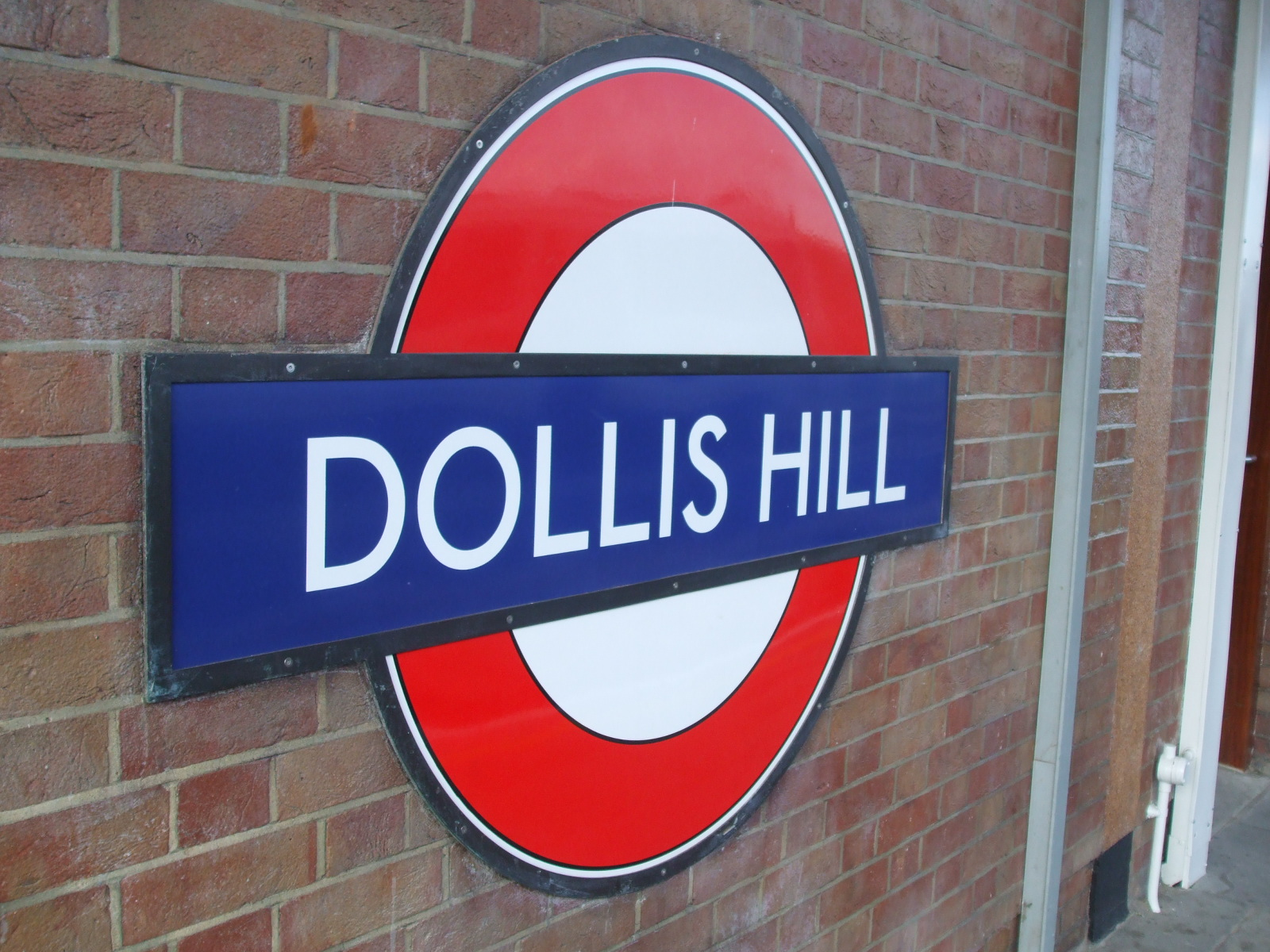
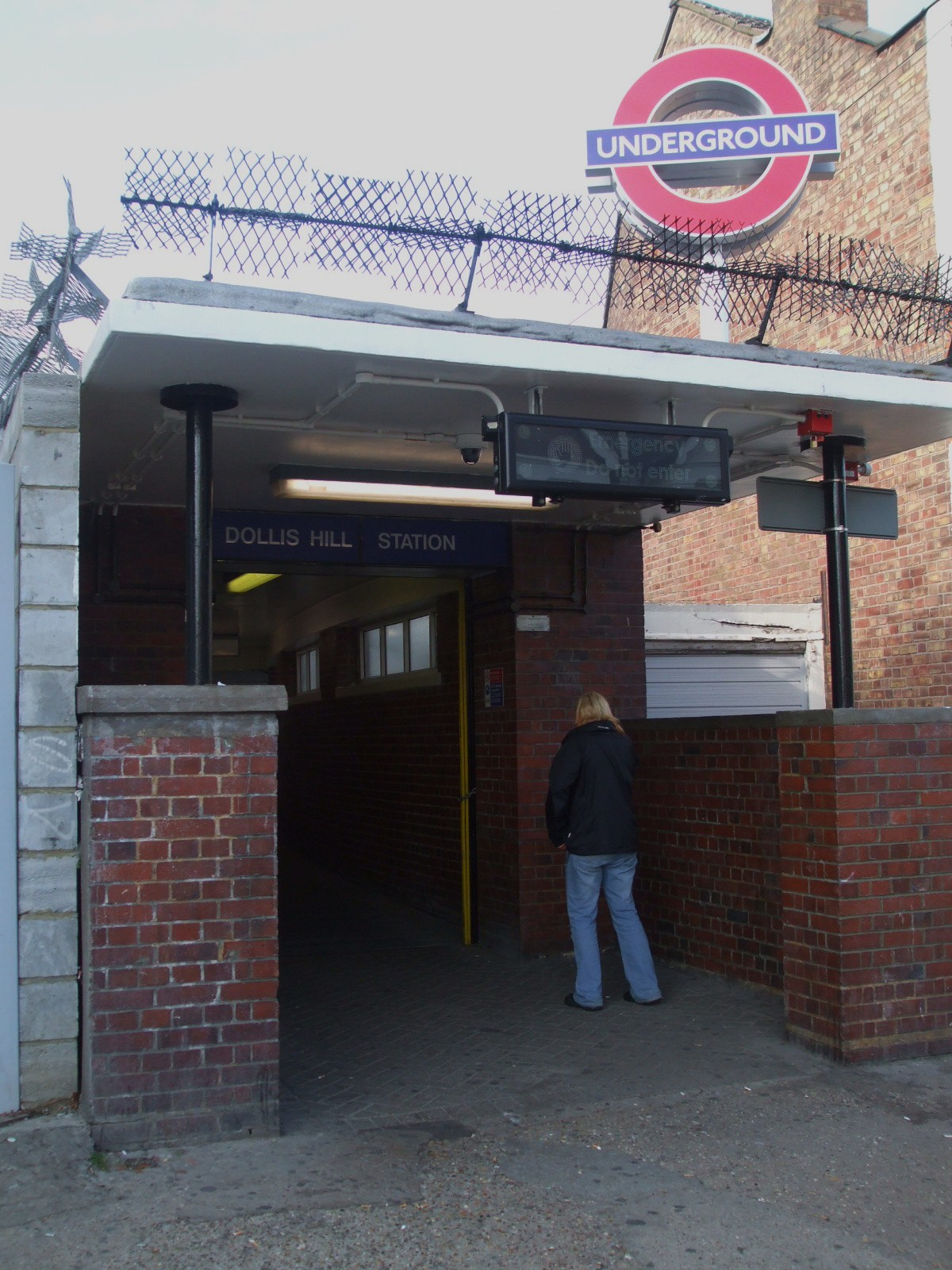
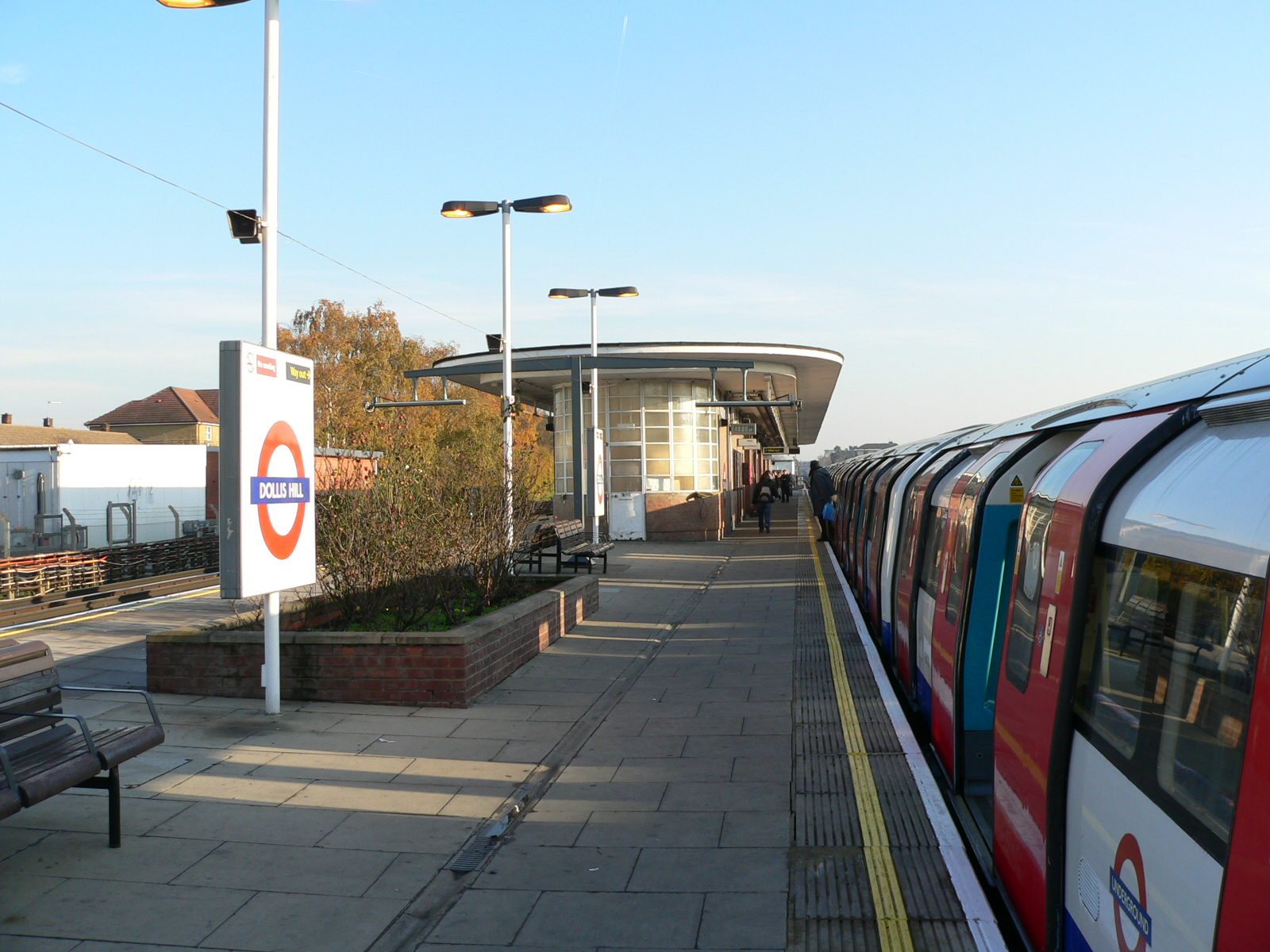
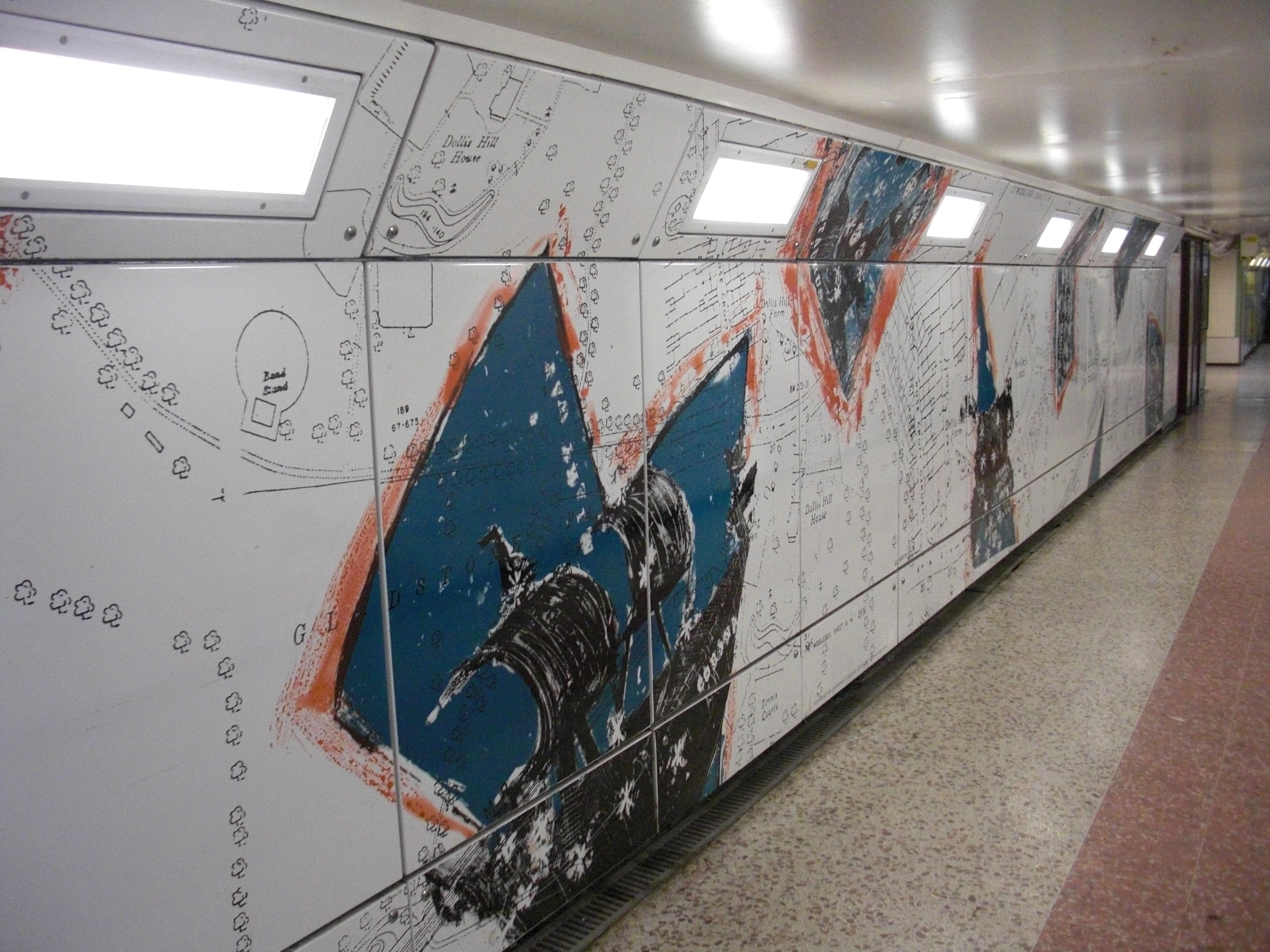